# Astra Linux
Astra Linux je ruský, na Linuxu založený operační systém vyvinutý pro potřeby Ozbrojených sil Ruské federace i zpravodajských služeb. Poskytuje pokročilou ochranu dat až po úroveň „přísně tajné“ na ruské stupnici utajovaných informací. Má oficiální certifikaci ruského ministerstva obrany, obranné agentury Federální služby pro technickou a exportní kontrolu (FSTEC) a Federální služby bezpečnosti (FSB).
Počátkem června 2019 bylo oznámeno, že Ozbrojené síly Ruské federace nahrazují své MS Windows právě Astra Linuxem.